# Bobby Blue Bland
Bobby "Blue" Bland, właśc. Robert Calvin Bland (ur. 27 stycznia 1930 w Millington, zm. 23 czerwca 2013 w Memphis) – amerykański piosenkarz bluesowy. 
Bobby Blue Bland nagrał m.in. takie piosenki jak: "It's My Life Baby", "Blue Moon", "I Smell Trouble", "You Got Me (Where You Want Me)", "Don't Want No Woman", "Teach Me (How to Love You)", "Little Boy Blue", "I Pity the Fool", "Turn on Your Love Light", "Yield Not to Temptation", "That's the Way Love Is", "Share Your Love with Me" i "Ain't Nothing You Can Do".
W 1992 Bobby "Blue" Bland został wprowadzony do Rock and Roll Hall of Fame.

## Dyskografia Bobby "Blue" Blanda
- 1958 Blues Consolidated
- 1960 Like Er Red Hot
- 1961 Two Steps From the Blues
- 1963 Bobby Bland-Jimmy Soul-Johnny Watson
- 1963 Call on Me
- 1964 Ain't Nothing You Can Do
- 1966 The Soul of the Man
- 1967 Touch of the Blues
- 1969 A Piece of Gold
- 1969 Spotlighting the Man
- 1969 Here's the Man!
- 1969  Blues Consolidated (Barefoot Rock & You Got...)
- 1970 If Loving You Is Wrong
- 1973 His California Album
- 1974 Woke up Screaming
- 1974 Dreamer
- 1975 Get on Down with Bobby Bland
- 1976 Together Again...Live
- 1977 Reflections in Blue
- 1978 Come Fly with Me
- 1979 I Feel Good, I Feel Fine
- 1980 Sweet Vibrations
- 1981 Try Me, I'm Real
- 1982 Here We Go Again
- 1983 Foolin' with the Blues
- 1983 Tell Mr. Bland
- 1985 Blues in the Night
- 1985 Members Only
- 1985 Turn on Your Love Light
- 1986 After All
- 1987 First Class Blues
- 1987 Blues You Can Use
- 1989 Midnight Run
- 1990 You've Got Me Loving You
- 1990 I Like to Live the Love
- 1991 Portrait of the Blues
- 1993 Years of Tears
- 1994 Long Beach 1983 (live)
- 1995 Really the Blues
- 1995 Sad Street
- 1998 Just One More Step
- 1998 Live on Beale Street
- 1998 Memphis Monday Morning
- 2001 Soulful Side of Bobby Bland
- 2003 Blues at Midnight (live)